# Château de Faussanges
Le château de Faussanges est un château situé en France sur la commune de Saint-Cernin, en région Auvergne-Rhône-Alpes.

## Historique
Le château de Faussanges a été reconstruit en 1815 par M. Devernière, probablement sur les plans de l’architecte Lalliet, après un incendie en 1812. Il succède à une ancienne demeure et reste dans la même lignée familiale jusqu'à son acquisition par la famille Jalenques en 1978.

### Protection
Le château est inscrit au titre des monuments historiques par arrêté du 3 décembre 2001.

## Description
Édifice classique du XIXe siècle, de plan massé et à percements réguliers, ouvert sur des jardins en terrasses dominant la vallée de la Doire. Il conserve de riches décors intérieurs : escalier, boiseries, cheminées, papiers peints en trompe-l'œil, plancher en noyer, et un évier en pierre,.